# Jessica Yamada
Jessica Lie Yamada (São Paulo, 13 de outubro de 1989) é uma mesa-tenista brasileira.

## Biografia e carreira
A yonsei Yamada representou o Brasil nos Jogos Pan-Americanos de Lima 2019 onde conquistou da medalha de prata, por equipes, e no bronze, nas duplas femininas, ao lado de Bruna Takahashi. Ela competiu nos Jogos Olímpicos de Verão de 2020, realizados em Tóquio, no Japão.
Em 16 de dezembro de 2022, Yamada deu à luz ao seu filho, Léo.

## Principais conquistas
Jogos Pan-Americanos
- Prata – Equipes femininas (Lima 2019)
- Bronze – Duplas femininas (Lima 2019)